# Agnès de Jésus
Pour les articles homonymes, voir Agnès de Jésus (carmélite).
Agnès Galand  en religion Agnès de Jésus dite Agnès de Langeac (1602 - 1634), était une moniale dominicaine réputée pour sa charité et ses vertus. Bienheureuse pour l'Église catholique, elle est fêtée le 19 octobre.  
Elle vécut à l'époque de l'application des décrets du Concile de Trente dite "Siècle des Saints".

## Biographie

### Enfance et vocation

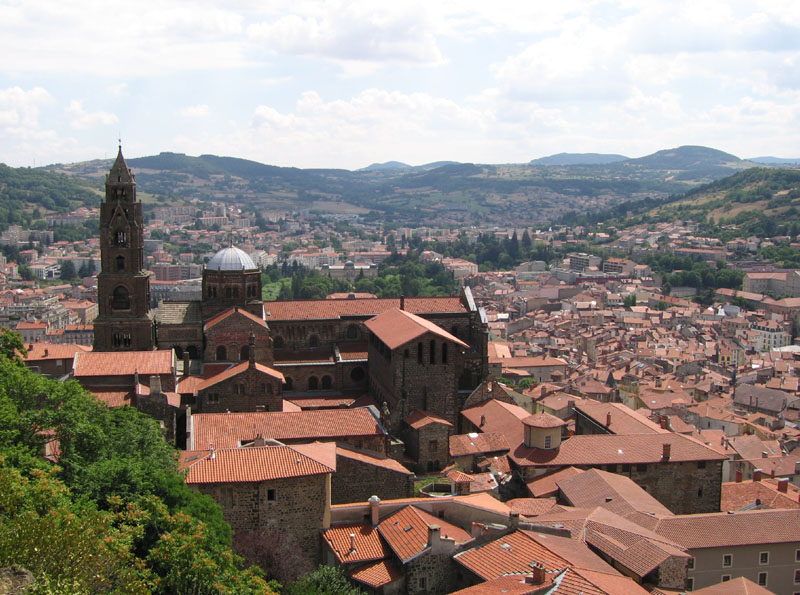
Le Puy en Velay et la cathédrale.

Troisième de sept enfants de Pierre Galand, coutelier et de Guillemette Massiote, Agnès nait le dimanche 17 novembre 1602, rue de Louche au Puy-en-Velay, dans la province du Velay. Elle est baptisée le lendemain de sa naissance au Baptistère Saint-Jean, près de la cathédrale.
À l'âge de 7 ans, tandis qu'elle prie à la cathédrale, Agnès décide de se donner tout entière à la Sainte Vierge et en signe de cette consécration, prend une chaîne dans l'atelier de son père, qu'elle portera autour de la taille. Elle fait alors cette prière :

« Vierge sainte, puisque vous daignez vouloir que je sois à vous,

dès ce moment je vous offre tout ce que je suis

et je vous promets de vous servir toute ma vie en qualité d'esclave. »

Peu de temps après, elle fait vœu de virginité auprès de Notre-Dame-du-Puy.
Dès l'âge de 8 ans, constatant sa profonde piété[Qui ?], Agnès est autorisée à communier, fait exceptionnel à cet âge à cette époque. Selon les conseils de son confesseur qui lui avait recommandé : « Passe de longs moments en silence dans ta chambre et pense à Jésus », Agnès passe de longs moments en prière.
Depuis le XIIIe siècle, les frères prêcheurs étaient installés au Puy. L'église de leur couvent, Saint-Laurent, est proche de la maison d'Agnès. Elle y allait fréquemment prier et rencontrer des frères. L'un d'eux, le Père Panassière, devient son directeur spirituel. Il la reçoit dans le Tiers Ordre Dominicain en avril 1621.
Adolescente, Agnès réunit ses amies avec lesquelles elles prie et étudie les enseignements de l' Église catholique. Dans ses œuvres de Charité, elle mettra également un soin particulier à venir en aide aux femmes enceintes, parturientes et mères de famille.
Agnès avait aussi l'habitude de faire l'aumône à tous les indigents qu'elle croisait dans les rues du Puy. Petite fille, elle leur donnait bien souvent son goûter.

### Agnès dominicaine
En 1623, désireuse de rejoindre la vie religieuse, elle quitte le Puy pour aller à Langeac, au monastère Sainte-Catherine de Sienne nouvellement créé.
Elle y fait profession le 2 février 1625. Étant donné ses origine sociales, elle est d'abord dévolue aux tâches ancillaires, mais dès 1627, elle est promue prieure et assume ses responsabilités avec bienveillance et un véritable amour fraternel pour ses sœurs.
Après une vision de la Vierge Marie lui demandant de prier pour un certain abbé de Pébrac, elle va, par ses prières et ses conseils, guider Jean-Jacques Olier vers la fondation des premiers séminaires de Saint-Sulpice. À la suite d'un entretien avec lui le 12 octobre 1634, elle tombe gravement malade, les médecins diagnostiquant une inflammation de poitrine.   
Elle meurt le 19 octobre 1634, en laissant comme charge spirituelle à ses filles de prier pour les prêtres et les vocations sacerdotales.

### Béatification
Agnès de Jésus a été béatifiée le 20 novembre 1994 par le pape Jean-Paul II. Cette béatification peut paraître étonnante en raison du langage mystique parfois déroutant de Mère Agnès ; cependant la grande simplicité de sa Foi, sa vocation de prière pour les vocations sacerdotales et sa dévotion au Saint-Esprit ont été présentées comme modèles par le pape Jean-Paul II.

## Traditions et miracles
- Peu après son entrée au monastère de Langeac, Agnès fut chargée du soin de la cuisine or l'eau était loin : pour aller la chercher, elle devait accomplir de longs et pénibles trajets. Elle confia sa peine à Dieu qui, exauçant aussitôt sa prière, fit jaillir, dans la cuisine même, une source d'eau très limpide et très abondante. Cette source, aménagée plus tard, fut le siège de nombreux miracles[1].

- On raconte que, comme elle allait entendre la messe à Notre-Dame, un pauvre vient à elle, et demande quelque aumône. Agnès, qui n'avait rien à lui donner, le lui dit, tristement : « Cherchez dans votre poche, reprit le pauvre, vous trouverez bien quelque chose à me donner ». Elle obéit et, trouvant extraordinairement une pièce de monnaie, la tendit au pauvre mais celui-ci avait disparu.

- Agnès aimait tout particulièrement entourer les futures mères au moment de leur accouchement. C'est ainsi qu'en 1952 à Langeac, à la suite d'une prière à Agnès, la naissance qui risquait de mettre la vie de la mère et de l'enfant en danger se déroula tout à fait naturellement. Ce miracle fut le point de départ de son procès en béatification.

- Agnès de Jésus porta les stigmates sans que ceux-ci soient visibles extérieurement.

## Voir également
- Jean-François Régis
- Jeanne de Chantal
- Alix Le Clerc
- Louise de Marillac
- Marguerite-Marie Alacoque
- François de Sales
- Pierre Fourrier
- Vincent de Paul